# Lamborghini Sián
La Lamborghini Sián est une supercar hybride du constructeur automobile italien Lamborghini présentée lors du salon de Francfort 2019 et produite à 63 exemplaires à partir de 2020.

## Présentation

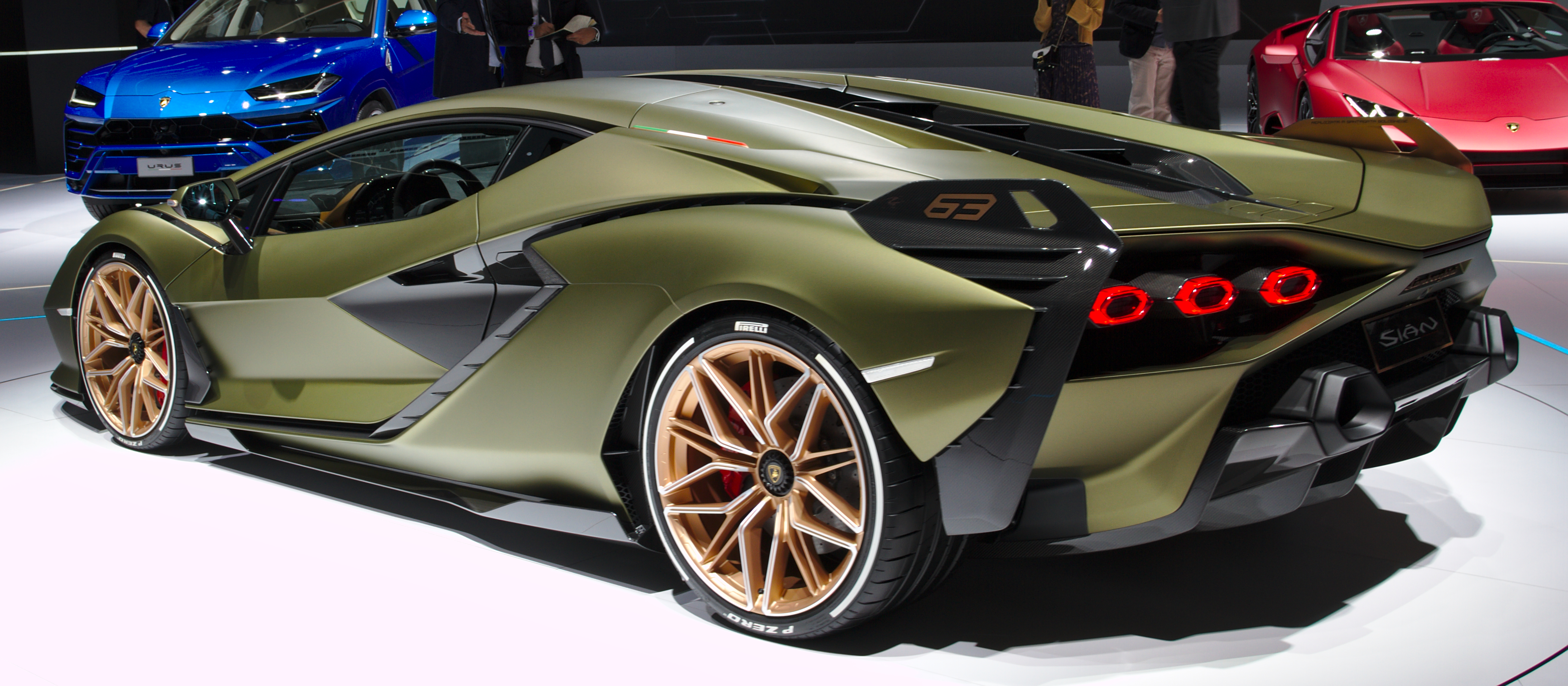
Vue arrière.

La Lamborghini Sián (nom complet Sián FKP 37) est présentée au salon de l'automobile de Francfort le 4 septembre 2019. Son nom ne fait pas référence à un taureau comme les autres modèles du constructeur, mais veut dire éclair dans un dialecte utilisé à Bologne, quant aux 63 exemplaires ils sont un hommage à l'année de naissance de la marque au taureau, soit 1963.

### Sián Roadster
Le 8 juillet 2020, le constructeur au taureau dévoile la version roadster de la Sián, motorisée par le V12 atmosphérique hybride de 6,5 litres d'une puissance de 819 ch et produite à 19 exemplaires. 

## Caractéristiques techniques
La Sián repose sur la base de son aînée la plus sportive, la Lamborghini Aventador, et pèse 1 620 kg soit 34 kg de plus avec son système hybride.

### Motorisation
La supercar à hybridation légère 48 volts de Lamborghini est motorisée par le 12-cylindres de 6,5 L de l'Aventador SVJ, doté ici de soupapes d'admission en titane et poussé à 785 ch (à 8 500 tr/min). Il est accouplé à la boîte de vitesses ISR (Independent Shifting Rods) à sept rapports avec un différentiel arrière mécanique autobloquant. La Sián FKP 37 bénéficie d'un système d’hybridation légère composé d'un moteur électrique de 34 ch, installé dans la boîte de vitesses et alimenté par des supercondensateurs installés entre le moteur et l'habitacle, qui permet d'obtenir un boost lors des accélérations, et procurant une puissance cumulée de 819 ch.
La monocoque est en carbone avec un châssis en aluminium, et la carrosserie est entièrement en fibre de carbone peinte. Les jantes sont de 20 pouces à l'avant et 21 pouces à l'arrière chaussées de pneus Pirelli P Zero Corsa.

## Anecdote
Une réplique taille réelle de ce modèle, en briques de construction fut présentée par Lego au Mondial de l'Automobile de Paris en 2022 (néanmoins, Lamborghini n'était pas présent lors de cette édition).
| |  |  |
| L'avant de la Sián en Lego (gauche) et l'arrière (droite), présentée au Mondial de l'Automobile de Paris 2022. |  |  |